# Qingfeng (köpinghuvudort i Kina, Hubei Sheng, lat 32,05, long 110,97)
Qingfeng (kinesiska: 青峰, 青峰镇) är en köpinghuvudort i Kina. Den ligger i provinsen Hubei, i den centrala delen av landet, omkring 350 kilometer nordväst om provinshuvudstaden Wuhan. Antalet invånare är 27 231. Befolkningen består av 12 737 kvinnor och 14 494 män. Barn under 15 år utgör 13,0 %, vuxna 15-64 år 75 %, och äldre över 65 år 10,0 %.
Runt Qingfeng är det ganska tätbefolkat, med 86 invånare per kvadratkilometer. Qingfeng är det största samhället i trakten. I omgivningarna runt Qingfeng växer i huvudsak blandskog.
Genomsnittlig årsnederbörd är 1 119 millimeter. Den regnigaste månaden är augusti, med i genomsnitt 204 mm nederbörd, och den torraste är december, med 12 mm nederbörd.